# Kriemhild Limberg
Kriemhild Limberg z domu Hausmann (ur. 8 września 1934 w Rheinhausen, zm. 24 sierpnia 2020 w Neuss) – niemiecka lekkoatletka, dyskobolka, medalistka mistrzostw Europy w 1958. W czasie swojej kariery reprezentowała Republikę Federalną Niemiec.
Startując we wspólnej reprezentacji Niemiec zdobyła brązowy medal w rzucie dyskiem na mistrzostwach Europy w 1958 w Sztokholmie, przegrywając jedynie z reprezentantką ZSRR Tamarą Press i Štěpánką Mertovą z Czechosłowacji. Zajęła 4. miejsce w finale tej konkurencji na igrzyskach olimpijskich w 1960 w Rzymie.
Na mistrzostwach Europy w 1962 w Belgradzie zajęła 7. miejsce, podobnie jak na igrzyskach olimpijskich w 1964 w Tokio.
Wystąpiła w reprezentacji RFN na mistrzostwach Europy w 1966 w Budapeszcie; zajęła tam 11. miejsce.
Była mistrzynią RFN w rzucie dyskiem w latach 1958–1965 oraz wicemistrzynią w 1955, 1956 i 1966.
Pięciokrotnie poprawiała rekord RFN w rzucie dyskiem do rezultatu 55,86 m (30 sierpnia 1964 w Jenie).